# Martin-Luther-Straße 55 (Burg)
Unter der Adresse Martin-Luther-Straße 55 in der Stadt Burg in Sachsen-Anhalt befindet sich denkmalgeschütztes Wohnhaus. Im örtlichen Denkmalverzeichnis ist das Wohnhaus unter der Erfassungsnummer 107 60009 als Baudenkmal verzeichnet.
Bei dem Gebäude unter der Adresse Martin-Luther-Straße 55, ehemals Artillerie-Straße 55, südwestlich der Stadthalle, handelt es sich um ein gut erhaltenes Gebäude mit hofseitigem Seitenflügel. Der Entwurf und die Umsetzung stammen, genau so wie beim Nachbargebäude vom Burger Maurermeister Gustav Ortloff. Er ließ das Gebäude zu Beginn des 20. Jahrhunderts auf seinem Grundstück errichteten. Bei dem Gebäude handelt es sich um ein dreigeschossiges Wohnhaus mit einem Satteldach. Die Straßenfassade aus roten Ziegelsteinen mit einigen Zierelementen und mit Eingangstür und Oberlicht ist größtenteils unverändert geblieben, nur die Fenster wurden erneuert. Die Zierelemente gliedern die Fassade in verschiedene Abschnitte, so wird eine Etagentrennung durch dunkle Ziegelsteine angezeigt. Das Gebäude entstand im Zusammenhang mit der westlichen Ausdehnung der Stadt. Das Wohnhaus wurde 2017 unter Denkmalschutz gestellt.